# جورجیو تروز دبونفیلی
جورجیو تروز دبونفیلی (انگلیسی: Giorgio Treves de'Bonfili; ۵ آوریل ۱۸۸۴ – ۲۴ ژوئیهٔ ۱۹۶۴) بازیکن فوتبال اهل ایتالیا بود.
از باشگاه‌هایی که در آن بازی کرده‌است می‌توان به باشگاه فوتبال پادوا اشاره کرد.